# Ignacio Alabart Gonzalez
Ignacio Alabart Gonzalez (La Corunya, 9 d'abril de 1996), és un jugador d'hoquei patins gallec que juga de migcampista al FC Barcelona. És fill del també jugador d'hoquei sobre patins Quico Alabart.
Va començar a jugar al Compañia de María quan tenia 5 anys. El 2012 va fitxar pel Barça B però va estar cedit dues temporades, 2015/16 i 2016/17, al CP Voltregà.
En el seu palmarès, Alabart també té un Campionat d'Espanya infantil amb el Companyia de Maria (2008) i un Campionat d'Europa juvenil amb la selecció estatal (2012). El gallec, convocat habitualment en les categories inferiors de la selecció, va debutar amb l'absoluta a la Copa de les Nacions de 2017.

## Palmarès

### FC Barcelona
- 1 Supercopa espanyola: 2017
- 2 Copa estatal: 2018, 2019
- 1 OK Lliga: 2017/18
- 1 Copa d'Europa: 2017/18
- 1 Copa Continental: 2018
- 1 Copa Intercontinental: 2018

### Selecció espanyola
- 1 Campionat del món: 2017